# City of Portland (Zug)

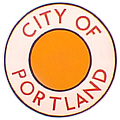
Ein „Drumhead“-Schild mit dem individuellen Zug-Logo zierte die Schlusswagen des City of Portland.

Der City of Portland war ein von 1935 bis 1971 durch die Union Pacific Railroad in Kooperation mit der Chicago & North Western (ab 1955 mit der Milwaukee Road) betriebener luxuriöser Nacht-Reisezug zwischen Portland (Oregon) und Chicago. Der westwärts fahrende Zug verkehrte unter der Nr. 105, Zug-Nr. 106 fuhr in Richtung Osten.
Einen Tag nachdem die Union Pacific ihren ersten siebenteiligen Stromlinienzug anlässlich des „Portland Rose“-Festivals der Öffentlichkeit vorgestellt hatte, nahm am 6. Juni 1935 mit dem M-10001 der der „City of Portland“ als erster dieselelektrischer transkontinentaler Nachtzug den Dienst auf der 3.656 km langen Strecke auf. Da die UP östlich von Omaha keine eigenen Strecken besaß, wurde der Zug von und nach Chicago in Kooperation mit der Chicago & North Western (C&NW) betrieben. Wenngleich sich die bisherigen Fahrzeiten um fast 20 Stunden reduzierten, waren bei nur einer Zugeinheit lediglich fünf Fahrzeugumläufe pro Monat möglich. Dennoch galt der „City of Portland“ mit 39 Stunden und 45 Minuten nicht nur als erster Stromlinienzug mit Pullman-Schlafwagenservice, sondern auch als die schnellste Reisemöglichkeit zwischen Pazifikküste und Chicago.
Kurz nach Betriebsaufnahme wurde der neue Zug bei einer Flankenfahrt beschädigt und kehrte nach der Reparatur am 26. Januar 1936 in geänderter Lackierung wieder zurück. Bereits am 28. März 1939 nahm die Union Pacific den M-10001 aus dem Betrieb.
Zunächst setzte die Union Pacific den „City of Portland“ mit dem ursprünglich im Mai 1936 für den „City of Los Angeles“ beschafften M-10002 bis August 1941 fort, danach übernahm ein von zwei EMD E3-Dieselloks geführte Zugkomposition den Dienst des „City of Portland“. Der Wagenzug bestand aus Gelenkwagen des ehemaligen M-10004-Triebzugs, in den schrittweise zwischen Oktober 1941 und Februar 1946 vier eingereihte ehemalige M-10002-Zwischenwagen nochmals in den „City of Portland“-Umlauf zurückkehrten. Die zuletzt 15-teilige Wageneinheit schied am 23. Februar 1947 aus dem Betrieb des „City of Portland“ aus, als die Union Pacific den Fahrplan mit neuem diesellokbespannten Reisezugwagenmaterial fortan zu einer täglich verkehrenden Fernzugverbindung von Chicago zum Pazifik ausweitete.
Ende Oktober 1955 ging der Verkehr östlich von Omaha von der C&NW auf die Milwaukee Road über. Im selben Jahr erhielt der „City of Portland“ (neben dem „City of Los Angeles“) als einziger Fernzug der UP „Astra Dome Car“-Aussichtswagen, die zugleich als vollwertige Speisewagen konzipiert waren. Mit Übergang des Personenzugverkehrs auf Amtrak endete am 1. Mai 1971 der Betrieb des „City of Portland“.

## Bildergalerie

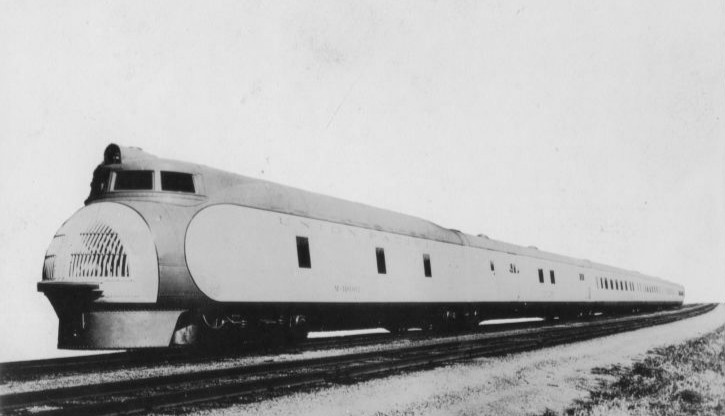
Der M-10001 als Stromlinienzug „City of Portland“ in seiner ursprünglichen Lackierung von 1934/1935
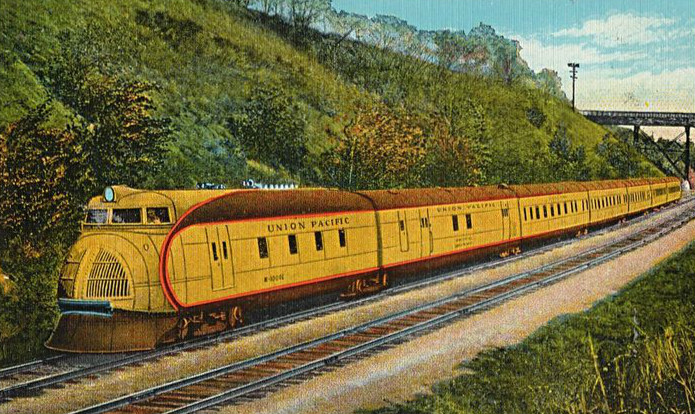
Der M-10001 als Stromlinienzug „City of Portland“ in seiner geänderten Lackierung ab 1936
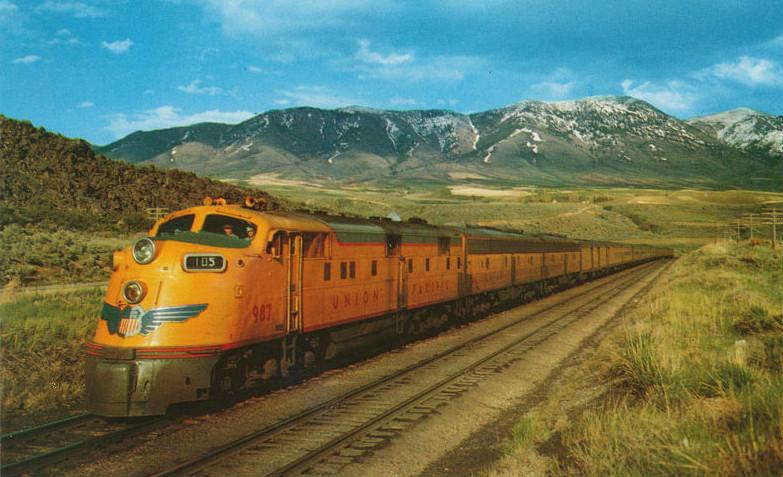
Nach dem Zweiten Weltkrieg wurde der „City of Portland“ mit Dieselloks der EMD E-Serie bespannt …
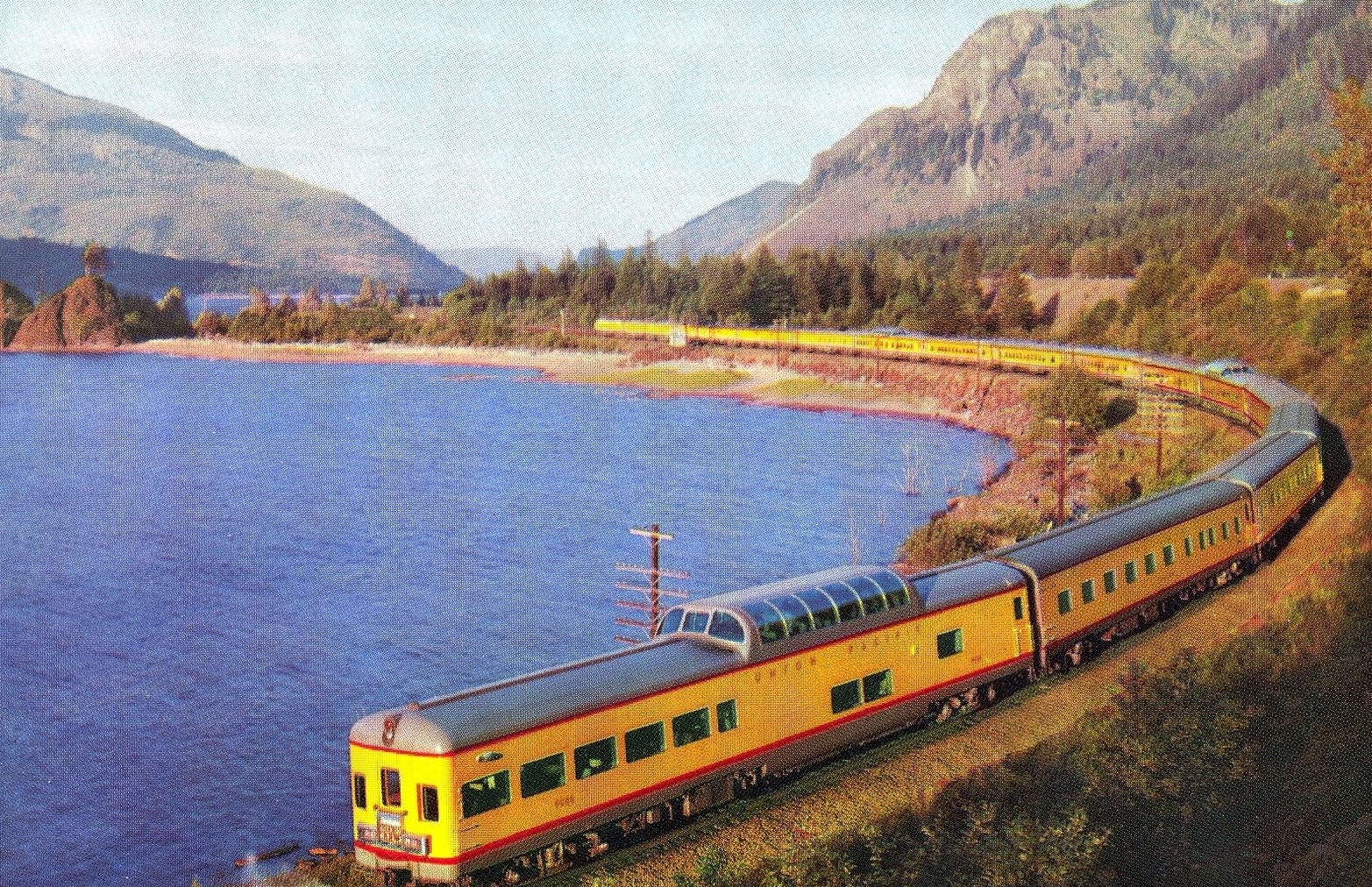
… und verfügte als einer der wenigen Union Pacific-Reisezüge über einen „Astra Observation Dome Car“.